# Grupo µ

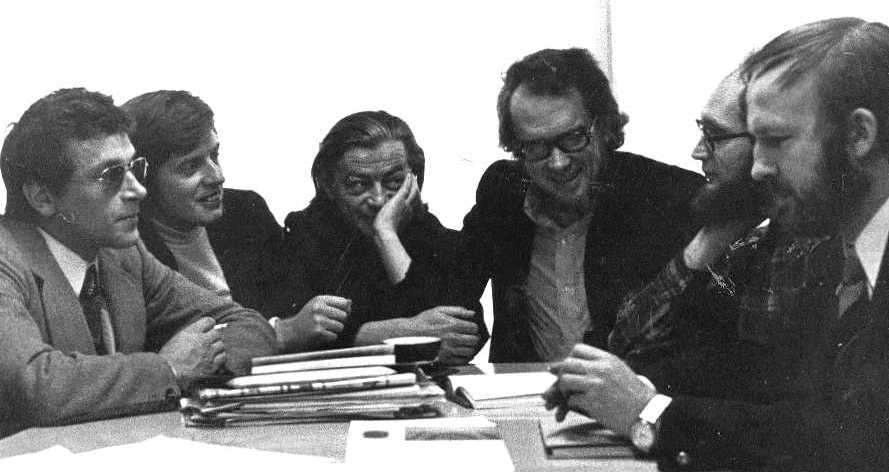
O Grupo µ em 1970: F. Pire, J.-M. Klinkenberg, H. Trinon, J. Dubois, F. Edeline, P. Minguet.

O  Grupo µ é uma comunidade interdisciplinar de linguistas e semioticistas belgas da Universidade de Lieja, também conhecido como "Grupo de Lieja". Inicialmente formado por Jacques Dubois, Francis Édeline, Jean-Marie Klinkenberg, Philippe Minguet, Francis Pire, Hadelin Trinon (hoje, de Édeline e de Klinkenberg), e firmando os seus trabalhos estruturais do nome colectivo de Grupo µ (inicial de "[metáfora]"), como Nicolas Bourbaki em matemáticas.

## Obra
O seu livro Retórica geral (1970) é um momento importante no movimento de fundação da poética como ciência das formas literárias em geral e de reformulação contemporânea da retórica.
A originalidade de Retórica da poesia (1977) reside no tratamento  semântico da questão da especificidade do poético : é por uma estruturação particular das formas do conteúdo que o poema se define, e não pelos procedimentos que afetam unicamente o domínio do significante. Retomando os conceitos retóricos a partir da noção de isotopia, os autores fazem ver como o poema organiza uma visão nova e fantasmática do universo. As análises propostas a título de exemplo vão da literatura da Idade Média até a poesia caligramatica atual.
Traité du signe visuel (1992), uma contribuição importante à semiótica visual, é uma gramática geral do linguagem visual (plástico e icónico), que permite a produção duma retórica visual.
O Grupo µ trabalha hoje sobre os fundamentos cognitivos do sentido.

## Selecção bibliográfica
- Retórica geral, São Paulo, Editora Cultrix, Editora da Universidade de São Paulo (J. Dubois, F. Édeline, J.-M. Klinkenberg,  Ph. Minguet, F. Pire, H. Trinon), 1974, tradução de Carlos Felipe Moisés, Duílio Colombini e Elenir de Barros, coordenação e revisão geral de Massaud Moisés (texto francês : 1970).
- Retórica da poesia. Leitura linear, leitura tabular, São Paulo, Editora Cultrix, Editora da Universidade de São Paulo, 1980 (J. Dubois, F. Édeline, J.-M. Klinkenberg, Ph. Minguet), tradução de Carlos Felipe Moisés (texto francês : 1977).
- Tratado del signo visual. Para una retórica de la imagen (F. Édeline, J.-M. Klinkenberg, Ph. Minguet), Madrid, Cátedra ( = Signo e imagen), 1993 (texto francês : Editora Le Seuil, París, 1992).
- Figuras, conocimiento, cultura. Ensayos retóricos, Universidad autónoma De México, 2003.

- Elizabeth Harkot-de-La-Taille e Adriana Zavaglia, Dossiê Especial Groupe μ (Estudos Semióticos, t. 11, n° 3);  http://www.revistas.usp.br/esse/issue/view/8415/showToc